# Холодний Яр (футбольний клуб)
«Холо́дний Яр» — аматорський футбольний клуб з міста Кам'янки Черкаської області. Виступав у чемпіонаті ААФУ 2008 року. Володар Кубка Черкаської області з футболу 2008 року, перемігши черкаський «Ходак» з рахунком 1:0.

## Відомі футболісти
- Олександр Мизенко
- Юрій Гура